# 2016년 미스코리아
2016년 미스코리아는 2016년 7월 8일 서울특별시 경희대학교 평화의 전당에서 열린 60번째 미스코리아 선발대회이다. MBC 플러스(MBC 에브리원 · MBC 뮤직)으로 중계하여, 이경규, 손태영이 진행을 맡았다.

## 본선
- 일시 및 장소: 2016년 7월 8일 오후 7시 서울특별시 경희대학교 평화의 전당

### 수상자
- 진(眞): 12번 김진솔 (서울)
- 선(善): 34번 문다현 (인천), 3번 신아라 (광주-전남)
- 미(美): 19번 이채영 (광주-전남), 28번 홍나실 (서울), 13번 김민정 (대구), 22번 이영인 (경남)
- 우정상: 20번 장휘 (강원)
- 엔터상: 27번 윤소윤 (부산-울산)
- 미스MBC플러스상: 28번 홍나실 (서울)

### 후보자

#### 최종 후보
| 참가번호 | 지역대회  | 이름   | 나이                   | 신체사항                    | 학력                               | 수상                                 | 비고 |
| -------- | --------- | ------ | ---------------------- | --------------------------- | ---------------------------------- | ------------------------------------ | ---- |
| 1        | 강원      | 이시영 | 25세                   | 168cm / 50.9kg / 36-23-37   | 파슨스 디자인 스쿨 패션디자인학과  |                                      |      |
| 2        | 서울      | 이서경 | 21세                   | 176.4cm / 55.9kg / 35-24-37 | 이화여자대학교 서양화과            |                                      |      |
| 3        | 광주-전남 | 신아라 | 1995년 1월 17일(30세)  | 169.1cm / 47.7kg / 35-23-35 | 광주여자대학교 항공서비스학과      | 선(善) 동인비                        |      |
| 4        | 대구      | 최유리 | 23세                   | 169.9cm / 49.1kg / 35-23-35 | 대구대학교 패션디자인학과          |                                      |      |
| 5        | 대전-충남 | 박예린 | 20세                   | 176.9cm / 57.7kg / 33-26-37 | 대덕대학교 모델과                  |                                      |      |
| 7        | 강원      | 김해현 | 25세                   | 169.2cm / 48.5kg / 34-22-35 | 춘천교육대학교 대학원 유아교육학과 |                                      |      |
| 8        | 서울      | 송주연 | 26세                   | 172.1cm / 51.5kg / 33-24-37 | 한양여자대학교 패션디자인학과      |                                      |      |
| 9        | 중국      | 양희선 | 26세                   | 168.6cm / 48.9kg / 34-23-34 | 국민대학교 컴퓨터공학과            |                                      |      |
| 10       | 인천      | 이동희 | 19세                   | 172.1cm / 52.9kg / 34-24-37 | 인하공업전문대학 항공운항과        |                                      |      |
| 11       | 경북      | 정소희 | 22세                   | 174.8cm /52.4kg / 33-24-37  | 대구가톨릭대학교 영어영문학과      |                                      |      |
| 12       | 서울      | 김진솔 | 1993년 11월 3일(31세)  | 177.2cm /53.2kg / 34-25-36  | 숙명여자대학교 성악과              | 진(眞)                               |      |
| 13       | 대구      | 김민정 | 1995년 8월 18일(29세)  | 176.8cm /53.2kg / 33-24-36  | 계명대학교 미국학과                | 미(美) 조이너스                      |      |
| 14       | 경남      | 김효선 | 23세                   | 173.4cm /56.2kg / 35-25-37  | 연세대학교 불어불문학과            |                                      |      |
| 15       | 경북      | 김나경 | 1995년 8월 18일(29세)  | 176cm /50.5kg / 33-23-35    | 계명대학교 관광경영학과            |                                      |      |
| 16       | 인천      | 민혜인 | 21세                   | 175cm /53.1kg / 34-24-36    | 인하공업전문대학 항공운항과        |                                      |      |
| 17       | 경북      | 김지수 | 25세                   | 177.1cm /57.1kg / 37-25-37  | 성균관대학교 대학원 신문방송학과   |                                      |      |
| 18       | 광주-전남 | 은윤지 | 25세                   | 171.1cm /53.1kg / 34-25-36  | 이화여자대학교 예술경영학과        |                                      |      |
| 19       | 광주-전남 | 이채영 | 1996년 10월 17일(28세) | 174.9cm /50.8kg / 34-24-36  | 초당대학교 항공운항서비스학과      | 미(美) 레삐                          |      |
| 20       | 강원      | 장휘   | 22세                   | 174.8cm /49.7kg / 34-23-36  | 고려대학교 한국사학과, 북한학과    | 우정상                               |      |
| 21       | 부산-울산 | 강해림 | 20세                   | 172.5cm /47.8kg / 33-23-35  | 경성대학교 음악학과                |                                      |      |
| 22       | 경남      | 이영인 | 1993년 7월 13일(31세)  | 170.7cm /50.1kg / 32-24-36  | 경희대학교 성악과                  | 미(美) 르느와르                      |      |
| 23       | 대구      | 도윤교 | 20세                   | 169.6cm / 51.6kg / 35-24-37 | 영남대학교 음악학과                |                                      |      |
| 24       | USA       | 조민희 | 20세                   | 163.9cm / 49.2kg / 34-24-35 | 경영학과, 국제관계학과             |                                      |      |
| 25       | 대전-충남 | 이정민 | 22세                   | 176.2cm / 52.8kg / 35-24-36 | 한서대학교 항공관광학과            |                                      |      |
| 26       | 세종-충북 | 민채린 | 21세                   | 173.8cm / 48.4kg / 34-24-35 | 바기오 대학교 항공학과             |                                      |      |
| 27       | 부산-울산 | 윤소윤 | 20세                   | 170.5cm / 50.4kg / 32-24-36 | 울산대학교 영어영문학과            | 엔터상                               |      |
| 28       | 서울      | 홍나실 | 1992년 5월 17일(32세)  | 171.2cm / 49.2kg / 35-24-35 | 이화여자대학교 무용과              | 미(美) 아미코스메틱, 미스MBC플러스상 |      |
| 29       | 제주      | 오유경 | 23세                   | 175.4cm / 51.4kg / 32-25-37 | 이화여자대학교 도자예술학과        |                                      |      |
| 30       | 세종-충북 | 유지현 | 20세                   | 171.5cm / 55.1kg / 36-25-37 | 호서대학교 항공서비스학과          |                                      |      |
| 31       | 인천      | 김솔   | 19세                   | 175.4cm / 53.2kg / 34-23-36 | 인하공업전문대학 항공운항과        |                                      |      |
| 32       | 경기      | 임현주 | 21세                   | 175.2cm / 55.1kg / 35-24-37 | 동덕여자대학교 방송연예과          |                                      |      |
| 33       | 대전-충남 | 신유림 | 21세                   | 168.9cm / 46kg / 34-23-35   | 우송대학교 사회복지학과            |                                      |      |
| 34       | 인천      | 문다현 | 1995년 8월 30일(29세)  | 175.3cm / 55.8kg / 34-26-37 | 인하공업전문대학 항공운항과        | 선(善) 아모르데헬렌                  |      |